# Imida
En química orgánica, imida es un grupo funcional que consiste en dos grupos carbonilo enlazados a un átomo de nitrógeno. Las imidas generalmente son preparadas directamente partiendo desde el amoníaco o desde una amina primaria y algún ácido carboxílico o anhídrido acético. La estructura general de una imida es como la que se muestra a la izquierda.

Ejemplo de un grupo imida en un heterociclo (ftalimida)

En química orgánica, muchas imidas son monómeros usados en la preparación de poliimidas. Las imidas más comúnmente usadas para esto son basadas en ácidos dicarboxílicos aromáticos de peso molecular moderadamente alto. Algunas imidas estás contenidas en heterociclos como la mostrada a la derecha. Esta imida particular es la ftalimida, la imida heterocíclica del ácido ftálico. Esta es un intermediario en la preparación del colorante ftalocianina. Algunas ftalimidas tienen propiedades luminiscentes.

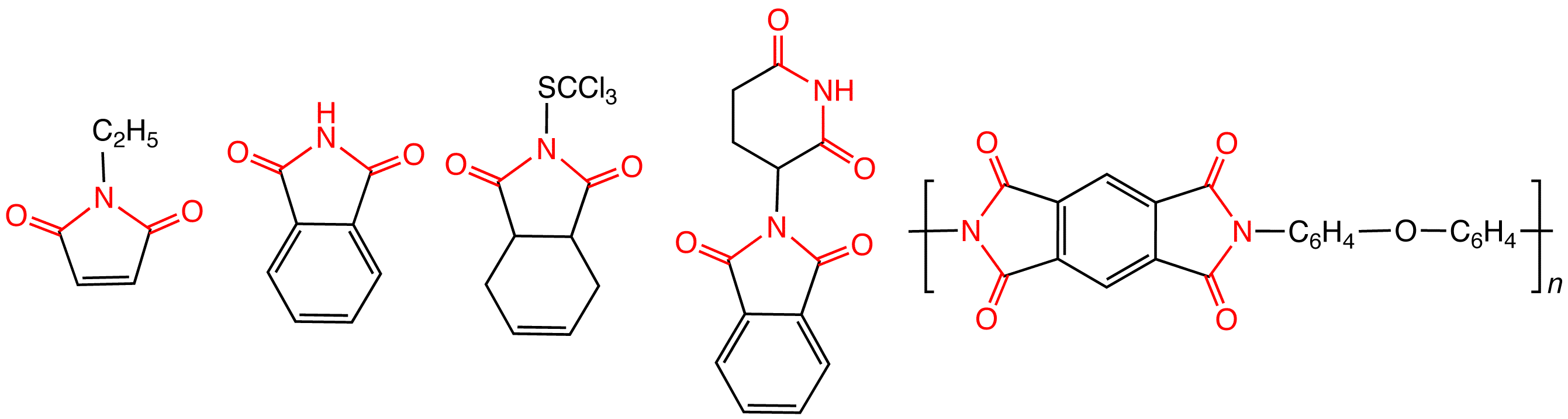
Estructura general de una imida

El grupo funcional imida está presente en la base nitrogenada uracilo del ARN y en la timina del ADN, así como también participa en los puentes de hidrógeno de Watson-Crick cuando el nitrógeno de la imida actúa como un donador de enlace de hidrógeno y el oxígeno carbonílico actúa como aceptor.
Las imidas pueden ser preparadas por medio de la transposición de Mumm. Esta reacción consiste en la transferencia 1,3(O-N) de un acilo de un imidato de acilo o una isoimida para formar la imida.
Esta reacción es de gran relevancia en la reacción de Ugi.

## Química inorgánica
Imida también puede referirse al ion NH2−, el cual es una poderosa base que es capaz de abstraer dos protones del agua para formar el ion amonio.